# El Hajj Muhammad El Anka

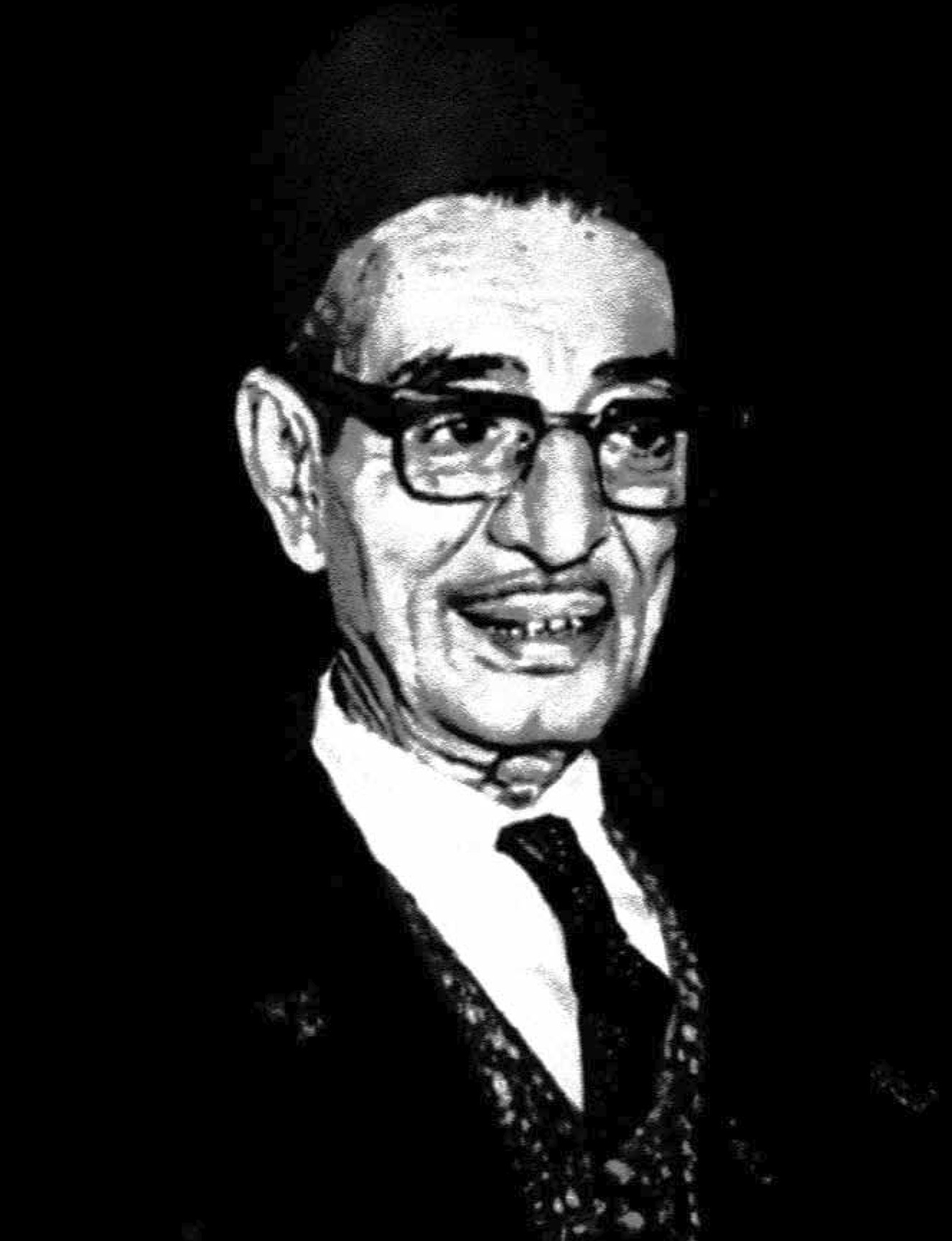
El Hadj M'hemmed El Anka

El Hadj M'hemmed El Anka, eigentlich Ait Ouarab Mohamed Idir Halo, auf Tamazight:  ⴻⵍ ⵂⴰⴵ ⵎ'ⵂⴰⵎⴻⴷ ⴻⵍ ⴰⵏⴾⴰ  (* 20. Mai 1907 in Algier; † 23. November 1978 ebenda) war ein Amazigh (Berber) aus Algerien. Er war Meister, Erfinder und Theoretiker der sogenannten Chaâbi-Musik. Bekannt ist er vor allem als Interpret bzw. Sänger dieser Musik, welche wiederum aus der arabisch-andalusischen Musik abgeleitet ist.

## Leben
Seine Familie stammt aus Aẓeffun in Tizi-Ouzou, Kabylei. Seine Karriere begann im Jahre 1925. Seit 1930 begleitete er sich mit einer Mandole, die er sich im Jahr 1930 von einem algerischen Geigenbauer jüdischer Abstammung mit Namen Bélido anfertigen ließ.

## Diskografie
Kabylisch
- Yyaw a lexwan m'anruḥ
- Iẓri-w yeγleb leḥmali (Mmi εzizen – Mein geliebter Sohn), widmete er seinem Sohn Mustapha El Anka

Algerisches Arabisch
- Leḥmam lli rebbiṭ-u, arabische Interpretation des kabylischen Lieds Mmi εzizen (s. oben)
- Lḥemdu li Llah, ma bqac listiεmar fi Blad-na
- Subḥan Llah ya lṭif